# One31
One31 è un canale televisivo thailandese, esclusivamente in alta definizione, posseduto da The One Enterprise, che fa capo a GMM Grammy. Diretto da Takonkiet Viravan, comincia le sue trasmissioni il 1º dicembre 2011.
Il nome originale del canale, al suo lancio satellitare, era 1-Sky One (in accordo col precedente nome di GMM Z, 1-Sky), cambiato dapprima in GMM One il 1º aprile 2012 (in concomitanza con la ridenominazione di 1-Sky in GMM Z) e poi in One HD il 1º aprile 2014 con l'arrivo della controparte HD terrestre. Usa l'attuale One31 dal 2 dicembre 2015, data di inizio delle trasmissioni in simulcast tra le versioni terrestri e satellitari dell'emittente.

## Programmazione

### Programmi televisivi
- Rod rong rian (temporaneamente)

### Serie televisive
- Club Friday the Series
- Club Friday the Series 2
- Hormones - Wai wawun (seconda stagione passata su GMM 25)
- Club Friday the Series 3
- Club Friday: The Series 4 - Rue rak thae cha phae khwam tongkan
- Room Alone
- Wifi Society
- Run phi Secret Love
- SOTUS: The Series - Phi wak tua rai kap nai pi nueng
- Slam Dance - Thum fan sanan flo
- Duen kiao duen - 2Moons: The Series
- Secret Seven - Thoe khon ngao kap khao thang chet
- Miraigar T1 (solo seconda stagione)
- SOTUS S: The Series
- Wake Up chanee: The Series
- A-Tee khong pom
- The Gifted - Nak rian phalang kif

### Film per la televisione
- Little Big Dream - Khwam fan an sungsut